# Modrásek čičorkový
Modrásek čičorkový (Cupido alcetas) je druh denního motýla z čeledi modráskovitých (Lycaenidae). Rozpětí jeho křídel je 26 až 32 mm. Zbarvením je mu velmi podobný modrásek tolicový (Cupido decoloratus), který je však menší. Spolehlivě se dají oba druhy odlišit pouze podle kopulačních orgánů. Samci modráska čičorkového mají oproti samcům výše zmíněného druhu křídla jasněji modrá s málo výrazným tmavým lemem. Samice jsou šedohnědé. Obě pohlaví mají na zadních křídlech velmi krátkou ostruhu, která u některých jedinců i chybí.

## Výskyt

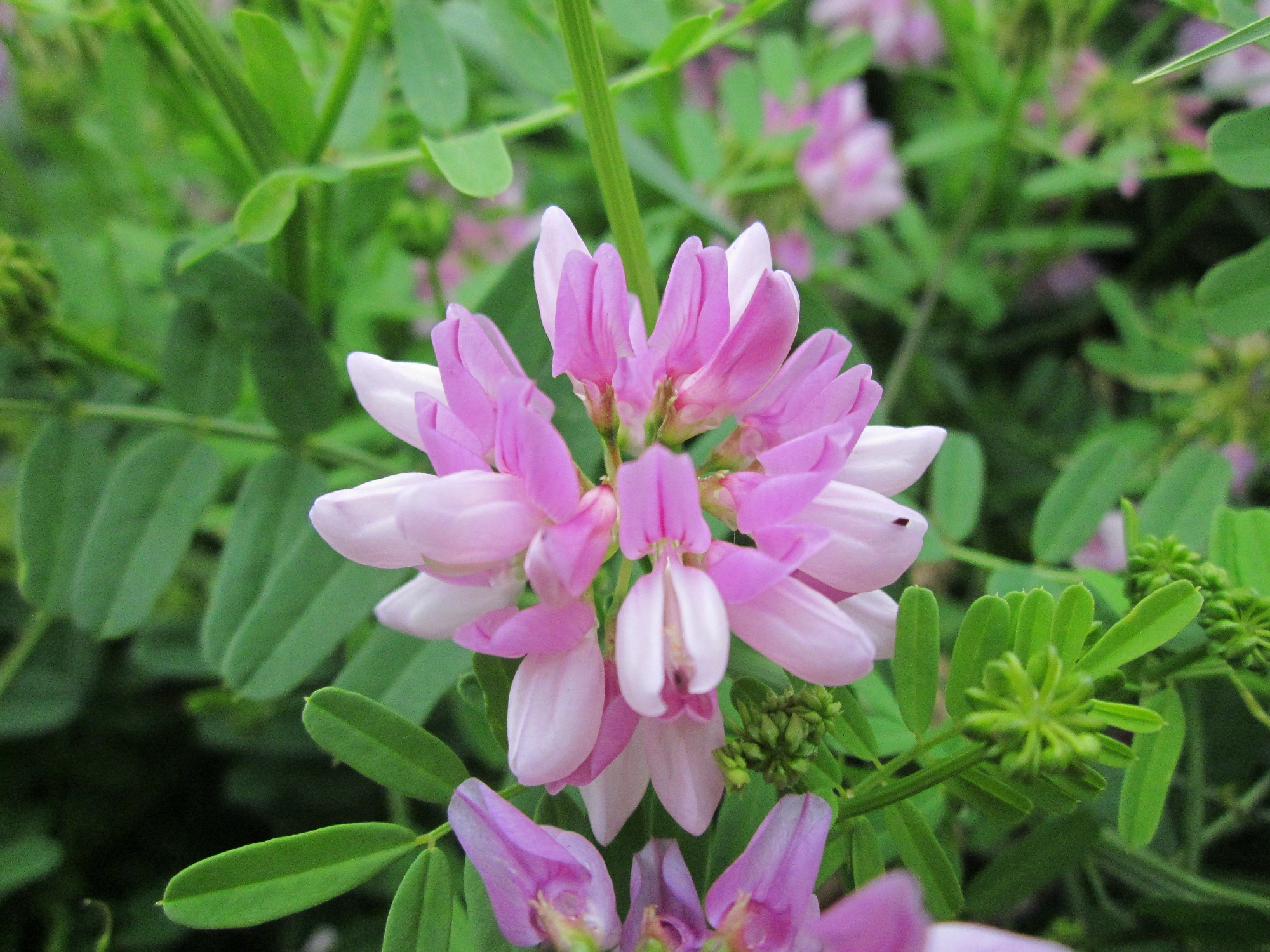
Živná rostlina modráska čičorkového

Motýl je rozšířený od Pyrenejí přes jižní část Evropy (Francie, Itálie, Balkánský poloostrov) dále na východ (Turecko, Ukrajina, jižní Sibiř) až po Altaj. Nejseverněji se vyskytuje na jihovýchodě České republiky a na jižním Slovensku. Obývá křovinaté palouky podél toků, květnaté louky v lužních lesích, lesní cesty a paseky.

## Chování a vývoj
Živnými rostlinami modráska čičorkového jsou čičorka pestrá (Securigera varia), jestřabina lékařská (Galega officinalis), vikev setá (Vicia sativa) a vikev chlupatá (Vicia hirsuta). Samice klade vajíčka na listy živných rostlin. Housenky, které jsou příležitostně myrmekofilní, se živí listy, květy a plody. Ve střední Evropě je motýl dvougenerační (bivoltinní) a jeho dospělce lze pozorovat od května do června a od července do srpna. V teplých oblastech může mít i tři překrývající se generace s letovou periodou od května do konce září. Přezimuje housenka.

## Ochrana a ohrožení
V České republice je tento druh modráska kriticky ohrožen. Vyskytuje se pouze na jihu Moravy v okolí Znojma a Břeclavi v několika málo početných a izolovaných populacích. Motýla, jehož vývoj a chování není dostatečně prostudováno, ohrožuje hlavně mulčování lučních porostů a zalesňování lesních luk.